# Stanozololo
Lo stanozololo, noto anche commercialmente come Winstrol, è un derivato sintetico del diidrotestosterone caratterizzato, rispetto a questo, da minori effetti androgeni e da un'azione anabolizzante quattro o cinque volte superiore e per tale motivo, nella pratica terapeutica, viene preferito alle oltre cento molecole derivate dal testosterone.
Lo stanozololo presenta un'alchilazione in posizione C 17 alfa che lo rende idoneo nel trattamento intrarticolare della DJD in quanto lo protegge dall'azione dell'enzima aromatasi.
Lo stanozololo viene spesso usato per scopi illeciti (doping) a dosaggi elevatissimi: nelle palestre si parla di un impiego del dosaggio terapeutico, moltiplicato sino a 15 volte.
Questo steroide resta invece, sempre a livello nazionale, un farmaco di elezione per determinate patologie in campo veterinario, in cui abbonda una letteratura medica oggettiva, non improntata a giudizi di stampo mediatico-giornalistico, ma a valutazioni di carattere strettamente sanitario.

## Attività Farmacologica

### Effetti anabolizzanti
Lo stanozololo determina la stimolazione della sintesi proteica, che si traduce in un'attività trofica a livello dei tessuti, con particolare evidenza a carico della muscolatura scheletrica il cui aumento di massa si associa ad un bilancio azotato positivo.
Il meccanismo d'azione di questi composti è legato anche alla loro affinità con i recettori per gli androgeni, proteine specifiche, situate nel citoplasma o nel nucleo, che modulano i meccanismi enzimatici della sintesi proteica.
Lo stanozololo aumenta la concentrazione intracellulare di 2,3-bifosfoglicerato negli eritrociti con incremento del rilascio tissutale di ossigeno.
La stanozololo promuove altresì la sintesi di eritropoietina con conseguente innalzamento della concentrazione dell'emoglobina che si traduce in un'incrementata capacità di trasporto dell'ossigeno a sua volta in grado di favorire la performance aerobica.
Per quanto riguarda l'apparato scheletrico, questa molecola stimola la proliferazione di osteoblasti, la produzione della matrice ossea e la sintesi di fattori di crescita; mentre l'azione antagonista verso il paratormone e l'interleukina IL-1, dimostrata anche in vitro, previene l'effetto degenerativo sulla componente minerale.
Un'altra azione positiva dello stanozololo è quella di contrastare il catabolismo proteico indotto dai glicocorticoidi che ne giustifica l'impiego nei disordini muscolari (ipotonie, ipotroﬁe), nelle difficoltà di consolidamento delle fratture, nella demineralizzazione del tessuto osseo (osteoporosi), nelle patologie proteino-disperdenti (nefropatie), nelle anemie, nei
ritardi dell'accrescimento e, in corso di patologie cutanee, nel promuovere la crescita dei tessuti o nello stimolarne la loro riparazione.
In particolare lo stanozololo incrementa la produzione del collagene e di altre sostanze fondamentali di natura proteica della matrice cartilaginea, stimolando il trofismo del tessuto cartilagineo. Recenti ricerche cliniche di istologia e biologia molecolare hanno portato all'identificazione dello stanozololo quale unico agente terapeutico nel trattamento del collasso tracheale di origine disendocrina del cane.

### Effetti intrarticolari

#### Effetto antinfiammatorio
La misurazione della concentrazione dei nitriti nel liquido sinoviale, prima e dopo somministrazione di stanozololo, ha dimostrato il potente effetto antinfiammatorio del farmaco.
Studi condotti in questo senso hanno dimostrato che tale evento si evidenzia, in un 50% dei soggetti trattati, già dopo una settimana dalla prima iniezione mentre nei restanti lo stesso effetto si evidenzia dopo il secondo intervento.
Questi dati confermano "in vivo" le potenti proprietà antinfiammatorie del farmaco già emerse nel corso delle ricerche “in vitro” su colture di condrociti.

#### Azioni sui condrociti e la cartilagine articolare
Lo stanozololo agisce in misura più o meno intensa sui diversi tessuti dell'articolazione e si dimostra particolarmente attivo anche sulle cellule più refrattarie alle comuni stimolazioni metaboliche, quali i condrociti.
Accelerando l'anabolismo e la moltiplicazione di queste cellule aumenta la sintesi delle componenti fondamentali della matrice cartilaginea (collagene e glicosaminoglicani).
L'effetto antinfiammatorio dello stanozololo riduce la permeabilità capillare e l'ingresso dei granulociti nell'articolazione a ciò si associa che questa molecola si dimostra in grado di bloccare i processi degenerativi della cartilagine articolare, consentendo il prevalere di quelli rigenerativi.

#### Azioni sui sinoviociti e il liquido sinoviale
I sinoviociti reagiscono prontamente alla stimolazione ormonale prodotta dallo stanozololo con un incrementato metabolismo che comporta un miglioramento della capacità di sintesi e produzione di ialuronato di sodio ad alto peso molecolare con una sua maggiore concentrazione nel liquido sinoviale. Parimenti si osserva abbondante aumento della produzione di liquido sinoviale il cui incremento può rendere evidente una moderata ectasia della capsula articolare, non dovuta a motivazioni infiammatorie.
Il liquido sinoviale prodotto dalla stimolazione indotta da questo composto possiede eccellenti caratteristiche viscoelastiche, come documentato con indagini cliniche (string test) e strumentali (misurazione reologica con viscosimetro rotazionale), che si traducono in un elevato potere lubrificante, nutritivo dei condrociti e antinfiammatorio indiretto.

#### Azioni sui depositi intrarticolari di fibrina
A fronte della potente attività fibrinolitica lo stanozololo è inserito nei protocolli terapeutici dell'artrite reumatoide e della lipodermatosclerosi dell'uomo, patologie nelle quali i processi infiammatori determinano un eccessivo deposito di fibrina che può assumere, in quanto tale, un rilevante ruolo patogenetico.
In molti casi la proliferazione della membrana sinoviale e il deposito di fibrina erodono la cartilagine articolare e ostacolano il movimento articolare.
Le osteoartriti con sinovite cronica riconoscono nell'ipertrofia delle membrane sinoviali e nei depositi fibrinosi la causa di intense stimolazioni dolorose. In entrambi i casi il potente effetto fibrinolitico e antinfiammatorio dello stanozololo si dimostra in grado di migliorare il quadro clinico.

#### Azioni sull'equilibrio ormonale dell'articolazione
Agli estrogeni presenti in articolazione viene attribuita la capacità di innescare il processo infiammatorio e di giocare un ruolo patogenetico centrale nell'artrite reumatoide (AR). Il prevalere degli estrogeni in sede articolare determina condizioni pro-infiammatorie favorevoli allo sviluppo delle osteoartriti. L'equilibrio androgeni/estrogeni è regolato dall'enzima aromatasi. L'aromatasi è in grado di agire sul testosterone e di modificare la sua struttura chimica in Estradiolo.
L'alchilazione in posizione C 17 alfa protegge e impedisce la conversione dello stanozololo in estradiolo e/o consente il blocco dell'attività aromatasica sul testosterone.
In presenza di stanozololo, il Testosterone e i suoi esteri, non sono convertiti in Estradiolo dalla aromatasi.
La persistenza dello stanozololo nell'articolazione, la sua stabilità (persistenza nel liquido sinoviale di 7 giorni ), il prevalere locale duraturo degli androgeni a scapito degli estrogeni sono alla base degli effetti osservati con la somministrazione di questo principio attivo.
La persistente attività androgena dello stanozololo ripristina stabilmente l'equilibrio ormonale dell'ambiente intrarticolare, a favore degli Androgeni, eliminando una causa predisponente
dell'infiammazione e della degenerazione cartilaginea. Il ripristino del corretto equilibrio ormonale può essere determinante per il successo terapeutico nelle artropatie degenerative.

## Aspetti Tossicologici

### Tossicità per somministrazione unica
DL50 per os nel ratto superiore a 4g/kg. A dosaggi orali pari a 125 mg/kg e a 625 mg/kg determina nel ratto maschio modesta riduzione dell'accrescimento e alterazioni istologiche nei testicoli e nel fegato e nelle femmine è responsabile di uno stimolo alla crescita.
Nel cane risultano ben tollerati dosaggi orali che possono raggiungere 1g/kg.

### Tossicità per somministrazioni ripetute
Anche a seguito di somministrazioni ripetute a dosaggi nettamente superiori a quelli richiesti di norma dalle finalità cliniche lo stanozololo si dimostra in grado di esplicare effetti tossici soprattutto a carico del fegato. Tali effetti sono destinati a non suscitare preoccupazioni nel caso generale della sua somministrazione orale, intramuscolare ed intrarticolare a dosaggi terapeutici.

### Tossicità sulla funzione riproduttiva ed effetti teratogeni
Per tassi ematici di gran lunga superiori a quelli che si ottengono nella pratica terapeutica lo stanozololo può esplicare un'influenza negativa sull'attività riproduttiva, il che porta ad escludere questa molecola da un impiego in corso di gravidanza.
Non esistono in letteratura dati e osservazioni circa un'azione teratogena dello stanozololo.

### Effetti mutageni
I riscontri effettuati al proposito possono ritenersi più che sufficienti per escludere una prerogativa in questo senso della molecola in oggetto.

### Effetti cancerogeni
I dati acquisiti in questo senso nel ratto sembrano escludere tale attività anche dopo somministrazioni prolungate di p.a. in quantità centinaia di volte superiori alle dosi terapeutiche previste in medicina umana.

## Indicazioni terapeutiche in medicina veterinaria

### Patologie del cane e del gatto
Terapia di supporto alle condizioni di ridotto o alterato sviluppo scheletrico, ritardato accrescimento, ipotrofia muscolare, ipotonia neuromuscolare, osteomiodistrofia giovanile, frattura a lento consolidamento, recuperi postoperatori, convalescenze, malattie croniche debilitanti, sequele cachettizzanti di malattie parassitarie.
Terapia di supporto alle malattie infettive o tumorali, anemia, magrezza di varia origine, sindrome da malassorbimento, iporessia, leucemie granulocitarie acute, vasculiti cutanee.
Terapia di supporto alle alopecie, agli eczemi (specie dei cani anziani), alle piaghe da decubito e alle ustioni estese.
Terapia di supporto all'insufficienza renale cronica e alle epatopatie acute e croniche.
Correttore degli effetti catabolizzanti delle terapie cortisoniche prolungate laddove salvaguarda il trofismo muscolare e la normale mineralizzazione dello scheletro.
Terapia del collasso tracheale di origine disendocrina del cane.

### Patologie del cavallo
Terapia rigenerativa nelle artropatie asettiche del cavallo caratterizzate da degenerazione delle cartilagini articolari e della membrana sinoviale, con alterata funzionalità articolare anche associate a produzione di liquido sinoviale con scadenti o alterate caratteristiche visco-elastiche.

## Controindicazioni
Non somministrare ad animali colpiti da carcinoma prostatico o ipertrofie prostatiche.
L'impiego dello stanozololo può essere controindicato in corso di squilibri ormonali.
Non utilizzare in caso di allergia allo stanozololo.

## Reazioni avverse
Come tutti gli steroidi anabolizzanti lo stanozololo può  provocare effetti collaterali indesiderati quale un'azione androgenizzante con incremento della libido nel maschio, comportamenti sessuali anormali nelle femmine, anaestri, esacerbazione di ipertrofie e carcinomi prostatici. Alle dosi terapeutiche consigliate detti effetti si manifestano con scarsa frequenza.
Dopo iniezione intrarticolare è possibile rilevare la comparsa di una lieve ectasia della capsula articolare non associata a risentimento algico e a ipertermia corporea, fenomeno in genere attribuibile all'intenso stimolo della produzione del liquido sinoviale indotto dallo stanozololo.